# 卢瓦尔河谷 (葡萄酒产区)

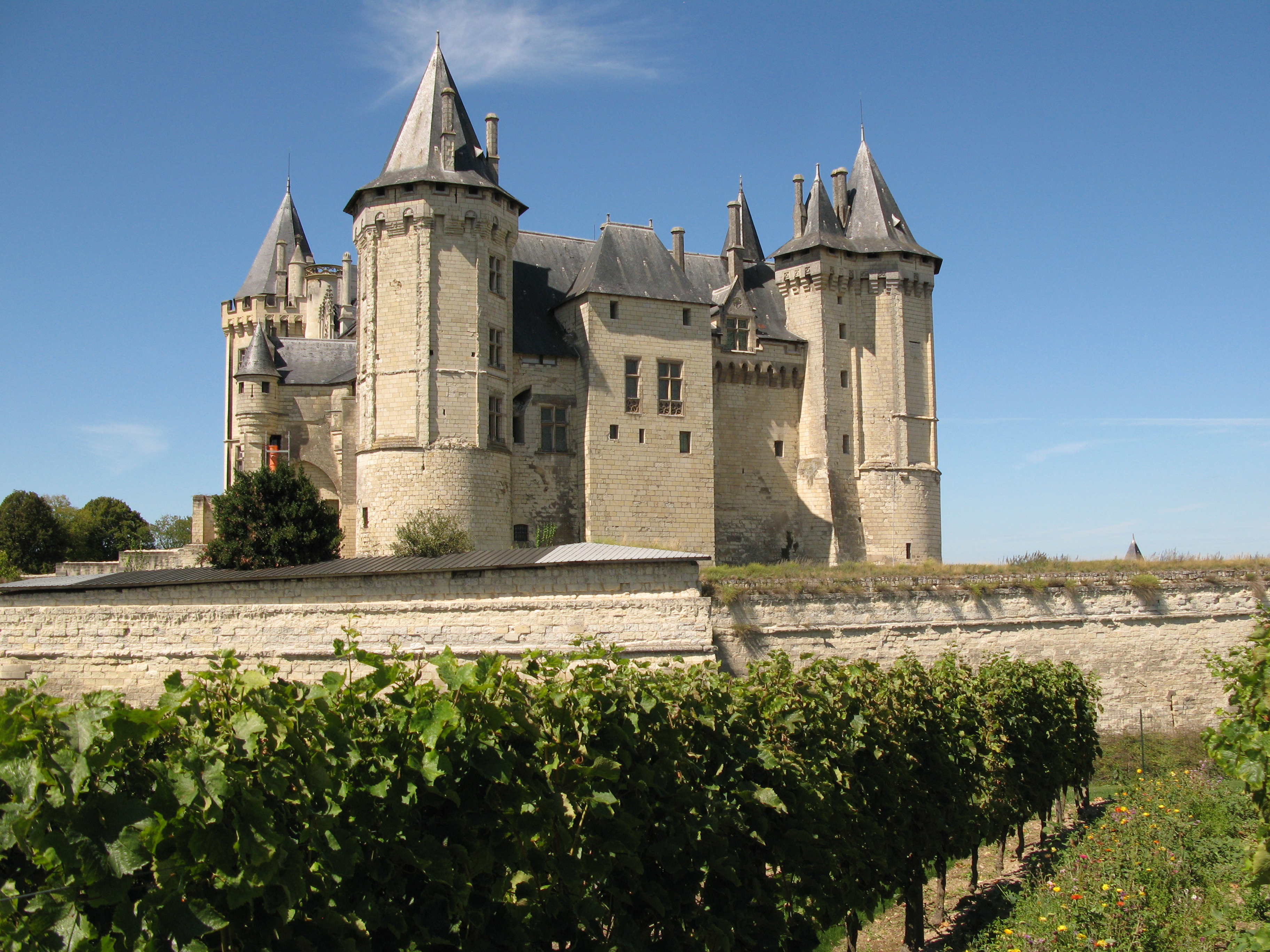
卢瓦尔河谷索米尔附近的葡萄园

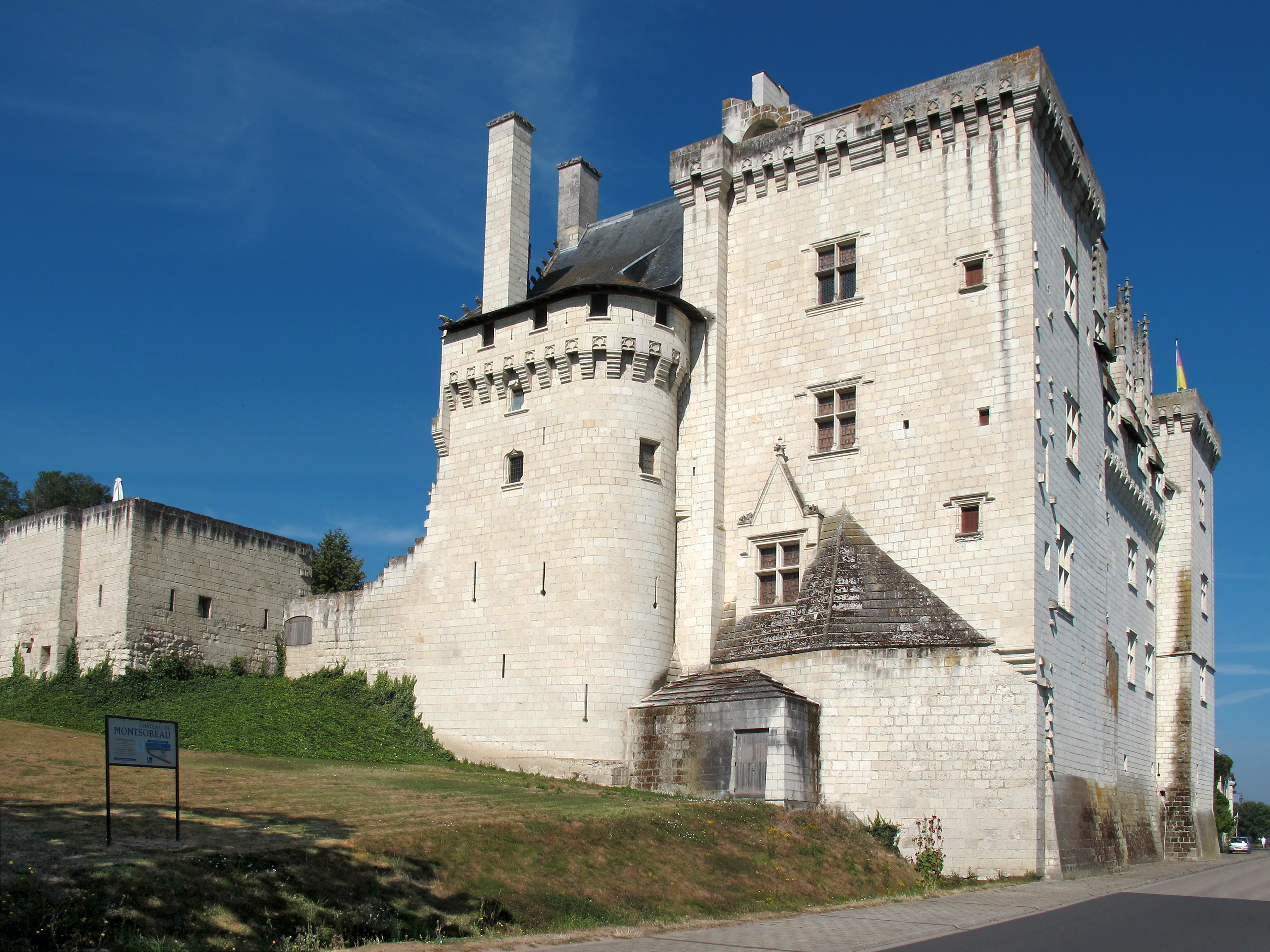
Montsoreau城堡

卢瓦尔河谷（法語：Vallée de la Loire）是法国卢瓦尔河沿岸的著名葡萄酒产区，从大西洋沿岸、比邻南特的密斯卡岱区起，经安茹、索米尔、布尔格伊、希农、武夫赖等区，直至法国中北部、奥尔良东南的桑塞尔区与普伊芙美区。
卢瓦尔河谷产区主要出产由白诗南、长相思与勃艮第香瓜葡萄酿成的白葡萄酒，同时亦出产由品丽珠酿成的红葡萄酒（尤其是希农产区）。此外，该地还出品桃红酒、起泡酒、甜酒等各式酒种，是仅次于香槟地区的第二大起泡酒产区。
卢瓦尔河谷酿酒史可追溯至公元一世纪。中世纪盛期时，该地出产的葡萄酒风靡英法，当时甚至比波尔多葡萄酒更为昂贵。

## 产区
由西向东、从大西洋案到法国中北部内陆，卢瓦尔河谷有四大主要产区：
- Pays Nantais 区主要出产勃艮第香瓜（英语：Melon de Bourgogne）葡萄酿成的白葡萄酒
- Anjou-Saumur 区主要出产品丽珠酿成的红葡萄酒、白诗南葡萄酿成的白葡萄酒
- Touraine 区主要出产品丽珠酿成的红葡萄酒、白诗南葡萄酿成的白葡萄酒和长相思葡萄酿成的白葡萄酒
- Central Vineyards 区主要出产长相思葡萄酿成的白葡萄酒